# Fensmark Kirke
Fensmark Kirke er en kirke i Fensmark på Sjælland.

## Kirkens historie
Man mener, at Fensmark kirke er bygget omkring 1182, og det udleder man bl.a. af nogle møntfund, der blev gjort i forbindelse med udvidelse af koret i 1858. Man fandt 22 såkaldte Roskildemønter (sjællandske mønter blev på dette tidspunkt præget i Roskilde), nemlig 18 fra Valdemar den Store (1131-1182) og 4 fra Knud VI (1150-1202). De var indmuret i den østlige del af kormuren. Man mener, at disse sjællandske penninge er indmuret som byggeoffer for at beskytte bygningen mod onde magter. I vestre kormur fandt man to æsker, den ene af spån og den anden af blik. Den ene indeholdt ben af en hovedskal, den anden en opløst papirmasse. De blev sendt til Kongens Oldsagssamling på Frederiksborg Slot og gik tabt i forbindelse med den store brand i 1859.
Første gang, Fensmark Kirke nævnes, er i 1486, hvor kirken blev indviet til Vor Frue (Jomfru Maria). Det skete efter et bispeafladsbrev. På dette tidspunkt var der kamp om af sikre sig indtægterne fra tiende til kirken. Formelt var kirken styret af Paven i Rom, men verdslige kræfter havde fået kig på en oplagt indtægtskilde. Afladsbrevet kan tolkes som om Kirken vandt i dette tilfælde. I 1485 havde Kong Hans udnævnt Niels Skave til biskop i Roskilde, og han var en stridbar herre, som lagde sig ud med alle og enhver. For det meste tabte han dog.
Efter Reformationen overgik Kirken til kongen, og efter Enevældens indførelse i 1660 fik han endelig fuld ”hals og håndret” over Kirken. Det betød, at han ejede kirkerne med deres indtægter (tiende o.l.), men også med udgifter til vedligeholdelse og præstelønninger. Kongemagten kunne derfor se en fordel i at ”privatisere” en del af deres ejendomme, og han kunne belønne udvalgte personer. For Fensmark Kirkes vedkommende skete det 5. marts 1687, hvor Otto Krabbe fra Holmegaard overtog skødet (jus patronatus) på kirken, og derved fik indtægterne, men også udgifterne til vedligehold. En hel særlig ret var kaldsretten, som betød, at det var ham, der kaldte (ansatte) præsten. I 1793 var det således major Peder Lasson von Post fra Broksø (Broksø og Holmegaard hørte på dette tids-punkt sammen), der kaldte Hans Christian Winther til sognepræst for Fensmark og Rislev, og et par år efter kom Christian Winther til verden. Holmegaard ejede og styrede Fensmark Kirke, men i 1901 i forbindelse med systemskiftet blev I.C. Christensen fra Venstre minister for undervisning- og kirkeministeriet, og han blev primus motor for en lov om menighedsråd i hele Danmark. Denne lov blev vedtaget i 1903, men først 28. juni 1911 overgik Fensmark Kirke til selveje, og det blev menighedsrådet, der tog sig af administrationen.

## Beskrivelse
Den hvidkalkede kirke er placeret i den nordlige del af det gamle Fensmark med udsigt over Holmegaard Mose, og i sit nuværende udseende virker bygningen noget sammenflikket. Selve skibet er bygget i romansk stil (1050-1250) og har bevaret sit udseende nogenlunde intakt. Tårnet med vindeltrappehuset er i gotisk stil (1150-1525). Tårnet har gennemgået adskillige forandringer gennem tiden, men man mener, at dets nuværende udseende er fra 1862. Koret blev i 1858 gjort større, så flere kunne gå til alters ad gangen. I første halvdel af 1800-tallet er der tilføjet et sideskib mod nord for at give plads til arbejdere fra Holmegaards Glasværk. Derved forsvandt en nordvendt dør. Tidligere var det almindeligt, at kirker havde en kvindeindgang og en mandeindgang. Kvindeindgangen vendte mod nord, og kvinderne sad i den nordlige del af skibet. Der er stadig en reminiscens af denne skik i vore dage, for ved bryllupper er det stadig kutyme af bruden og hendes familie sidder i den venstre side af kirkens skib. Den sydlige indgang med våbenhuset blev i 1921 erstattet af det nuværende våbenhus, og samtidig blev det sydlige sideskib bygget i samme stil. Det skete under ledelse af arkitekt Tidemand-Dal. I mellem de to tilbygninger ses den gamle våbenhusdør, hvor man har bevaret den gamle lås og dørring af smedejern. I våbenhuset står ligeledes en jernbunden pengeblok. Til højre i våbenhuset er der et muret skab til elinstallationer, og her har man brugt gamle paneler fra 1600-tallet til skabslåger. I den sydlige sideskib hænger et kirkeskib, der er en model af Christian d. 4’s flagskib, Trefoldigheden (det var på det skib, han mistede synet på højre øje). Desuden er der i 2007 opsat to præstetavler med navnene på tidligere præster. Disse præstetavler er udført af malermester Arne Hulbæk fra Næstved. I nordlige sideskib blev der i 1984 opsat et orgel, der er bygget af Jensen & Thomsen fra Hillerød.
Selve indramningen af orglet er udført af arkitekt Knud Toftvad. Desuden er der af fensmarkborgere opsat en mindeplade for Gotfred Emil Gøtzsche, der døde i 1872. Han blev i 1835 ”kaldet” til præst for Fensmark og Rislev menigheder, og da kirken tilhørte Holmegaard Gods, må det have været Elisabeth Danneskjold-Samsøe, der har ”kaldt”. Ligeledes hænger der i nordre sideskib en kisteprydelse fra Elsebet Dorothea Offenberg. I tårnrummet hænger en epitafietavle (mindetavle) over Oluff Oluffsøn , der var kapellan i to år og siden præst i fem år. Han døde i 1669. Mindetavlen er opsat af hans broder Villads Olufsøn. Desuden er der en mindeplade over Rasmus Nielsen, som faldt i krigen i 1849 25 år gammel. Ifølge folketællinger var Rasmus Nielsen søn af hjulmand Niels Hansen og Maren Andersdatter, og som 17-årig var han tjenestekarl hos Mette Jensdatter i Kalkerup.
Inde i skibet kan man endnu ane bjælkehuller fra et romansk loft, der har hvilet på ni tværgående bjælker. Nu har man frit udsyn til de hvidkalkede hvælvinger, som er tilføjet i sengotisk tid.
Væggene inde i kirken er hvide, men man har i 1888 på skibets nordside iagttaget kalkmalerirester, så kirken har nok som så mange andre kirker været dekoreret. Gulvet i kirken er lagt i gule teglsten.
Alterbord
Alterbordet er muret op i gule sten, og oven på den står alterprydelsen, som forestiller korsnedtagelsen. Opstillingen er udført af den stedlige kunstner, Arne Bang, omkring 1956-58. Før bestod alteret af en kopi af en Kristusfigur i gips udført af Thorvalsen. Den var opstillet på et bord foran en tavle med to søjler. Denne opstilling blev erhvervet i 1833. Endnu tidligere havde man en sengotisk fløjaltertavle, der forestillede ”Gud med kejserkrone på hovedet holdende der døde Kristus”. Man ved ikke, hvor den er nu, men den blev registreret i 1832, hvor den stod i en udbygning.
Gulvet inden for knæfaldet er lavet i samme sten som alteret, og her har Arne Bang nedfældet en mosaik af Guds Lam (Angus Dei). Rundt omkring har han lagt små ”guldstykker”, der minder om stjerner på himlen. I resten af koret er gulvstenene lagt i et trefarvet ”Harlekin-mønster”. Gitteret omkring alteret har han udformet i symmetriske korsformer. På venstre side af alteret har Arne Bang sat 4. strofe af Matthias Claudius’ ”Sig månen sig langsomt hæver”:
”Vi stolte Adams slægter,
Kun såre lidet mægter,
Og meget ved vi ej.
Vi efter skygger jager,
Og mangen kunst opdager,
Og kommer længer fra vor vej”.
I 1658 var Danmark i krig med Sverige, og af to omgange sendte den svenske konge, Karl Gustav, sin hær mod København. Første gang i januar var det hård frost, så han kunne sende sine tropper over isen via Tåsinge, Langeland, Lolland og Falster til Sjælland og videre mod København. Anden gang var i august, hvor han sejlede 6000 mand til Korsør, hvorfra de gik mod København. En del af disse svenskere kom forbi Fensmark Kirke, hvor de stjal altersølvet. Det ved man, fordi på undersiden af disken (fadet til oblater) står: ”Anno 1664 hafver Hans kongelige Maiestats velbetroede oc forordnede Stift-Skriver ofver Siellands Stift Hans Christophersøn med sin kiere Hustru Abel Chatrine Sohn af christen Kjierlighed Gud til Ære oc Kirken til Beprydelse forærit denne Kalch og Disk til Fænsmarke Kirke efter dend forrige ved Fiendenis grumme Hånd oc Magt er Kirken frarøvet oc borttaget vdi Anno 1658”. De to alterlysestager i messing har undergået en del forandringer i tidens løb, men mellemste del af stagerne stammer fra 1600-tallet.
Døbefont
Døbefonten er en romansk granitkumme, som nu står på en nyere muret fod i munkesten. Dette fundament er lavet af Arne Bang, og han har i et hjørne indmuret et lille middelalderligt rosetmotiv, som nok er fundet i forbindelse med renoveringen. Dåbsfadet er forarbejdet i Sydtyskland og givet af kirkeværge Jens Jensen og hans hustru, Karen Pedersdatter, i 1665. Tinkanden er fra 1842, og i gamle papirer fra 1668-69 kan man se, at der for Rislev Kirkes regning er indkøbt en messingkedel til ”at hente vand i, når børn døbes”. Dåbskanden er fra 1833.
Prædikestolen er fra omkring 1700, hvor man ændrede en ældre stol fra omkring 1600-tallet. Dens nuværende udformning fik den i 1901. Stolen er prydet af våbenskjolde fra Hahn, Krabbe, Skeel og Gersdorff, hvilket henviser til Otto Krabbe og hans tre hustruer, Dorothea Joachimsdatter Gersdorff, Catharine Cecilie von Hahn og Birgitte Ottesdatter Skeel. Bag prædikestolen ses fire timeglas sandsynligvis fra 1608.
I højre side af koret står en degnestol fra omkring 1605, og stoleværket er fra 1858 med rester fra ældre tid.
I loftet hænger tre lysekroner. Den mindste er placeret i tårnrummet, og den bliver kaldt ”frk. Nielsens Krone” efter dens giver, og den er ifølge eksperter et mesterværk af et stykke gørtlerarbejde. Ud for våbenhuset hænger en 12-armet og nærmest alteret hænger en 8-armet fra 1600-tallet. Den er en kopi af Helligåndskirkens ”Kaalunds Krone”
Tårn
I tårnet hænger to klokker. Den ene har været gårdklokke på Holmegaards Gods, og den har inskriptionen: ”Oluf Då Ane Brahe” og årstallet 1642. Den anden er fra 1861, og den er støbt af B.S. Løw fra København. Klokken er bekostet af Fensmark Kirkes ejer ”Overskjænk Grev Danneskjold Samsøe”.
På korets tag sidder der et spir, der forestiller piktogrammet for ”tro, håb og kærlighed”. Det er udført af Arne Bang i 1976. Han er også mester for statuen ”En Falden Kriger”, der er placeret i mindelunden syd for kirken. Mindelunden udformede han i samarbejde med havearkitekt Henning Rasmussen fra Allerslev. Efter sigende er det en ung arbejder fra Holmegaard Glasværk, der har ”ligget” model til statuen. Nord for kirken ligger ”Høstpigen” og skuer ud over Holmegaard Mose og Holmegaard Glasværk. Denne figur fra 1977 er temmelig stor, men en minde udgave blev fremvist på Charlottenborgs efterårsudstilling i 1945. Modellen er glasmager Peter Larsens datter Dagny, der på dette tidspunkt arbejdede for Arne Bang.

## Kirkens omgivelser
Området omkring kirken bliver fredet i 1952 og 1954 med det formål at sikre udsigten fra kirken mod nord og øst. Man sikrede, at der i en afstand på 30 meter fra kirkegården gjaldt dette: ”Fredningen har følgende omfang: Arealerne må ikke bebygges eller beplantes med højstammede træer, og der må ikke på arealerne graves grus eller anbringes transformatorstationer, telefon- og tele-grafmaster o. lign., skure, udsalgssteder, isboder. beboelsesvogne og efter nævnets opfattelse skønhedsforstyrrende genstande”. I 1991 kom der en tilføjelse til fredningssagen. Man havde brug for en materielplads i direkte forbindelse med kirkegården, og tilladelse til at etablere denne blev givet 3. maj 1991.
Den 1. marts 1969 solgte Niels Ørding, som på det tidspunkt ejede 'Trollesgave', sin frugthave til menighedsrådet for 3300 kr., og med hjælp fra arkitekt Knud Toftvad blev dette område til det nu-værende Nordre Kirkegård. Den eneste klausul var, at han og hans hustru, Anne-Grete Ørding, skulle have et familiegravsted i den sydvestlige del området. På den måde kom familien til at ligge tæt på kirken og tæt på 'Trollesgave'.
Kirken blev istandsat i 1965 under ledelse af arkitekt H.H. Derik, og i 2011/12 blev der opført et anneks på den nordlige side af kirken, så man fik et sted til opbevaring forskellige remedier. I samme forbindelse blev der indlagt vand i kirken. I folkemunde hedder annekset ”Den Sorte Diamant”, og den afviger så meget fra kirkens udseende, at ikke alle er lige begejstrede for bygningen. Man havde forskellige planer for udformningen, men da annekset skal fjernes igen i 2037 (der er en klausul på 25 år), ville man ikke lave gennemgribende ændringer på selve kirken. Året efter lukkede man kir-ken i tre måneder for at kalke indvendig, træværket fik en omgang maling, kirkeskibet, Trefoldighe-den, blev renoveret, og der blev opsat nye lamper.
I 2015 fik man gennemgået kirkegårdsmuren, og man konstaterede, at den er bygget i kløvede kampesten. Den er kalket hvid og oven på ligger røde vingetegl. Standen er ikke for god, bl.a. er der en del sætningsskader forårsaget af de store træer på kirkegården. I 2017 ville man i gang med at kalke muren, og i den forbindelse opstod der en del ravage. Man havde, for at kunne komme til, fjernet en 50 år gammel efeu fra Arne Bangs familiegravsted, hvilket familie ikke var tilfreds med. Menighedsrådet erkendte fejlen, og lovede, at de ville forsøge at genskabe gravstedet i dens oprin-delige form. Nu er der igen plantet en efeu, men det taget jo nogle år, før den får samme størrelse, som den gamle.
Omkring kirken er kirkegården indrettet for at tilgodese de forskellige måder, man kan blive begravet på. Tendensen er, at der bliver færre kistegravsteder (med en fredningstid på 30 år. Urne-gravenes fredningstid er på 10 år), og derfor er pladsbehovet ikke så stort som i gamle dage, hvor man måtte indrette assistenskirkegårde. I 1901 var Fensmarks befolkning steget til 1115, og man indså, at der ville blive brug for ekstra begravelsespladser. I Fensmark valgte man at placere Assistens Kirkegård (eller Annekskirkegården, som den kaldes nogle steder) på Fensmark Skov 1A (ved udkørslen fra Fensmark mod Fensmark Skov). Dette stykke ejedes af præsteembedet, personificeret ved pastor Otto Christian Kynde. Området var forpagtet ud til Edvard Vilhelm Jensen fra 'Trollesgave', så der skulle nogle forhandlinger til. Resultatet blev, at pastor Kynde 9. november 1913 solgte stykket til Fensmarks Menighedsråd (formanden var Gustav Wolffbrandt) for 700 kr., og Assistens Kirkegård var hermed en realitet). Området skulle selvfølgelig indrettes til kirkegård med kirkegårdsmur o.l., så der er gået en rum tid, før man kunne ibrugtage denne kirkegård. Hvem, der blev den første, der blev stedt til hvile der, er endnu ikke afklaret, men pastor Kyndes gravsten fra 1920 er den ældste, der er dukket op. Gravpladsen blev så flittigt benyttet, at man i 1966 udarbejdede planer for en udvidelse mod syd (hvor der nu ligger en spejderhytte). Disse planer blev dog ikke til noget, og i stedet er man ved at afvikle kirkegården. Der bliver ikke oprettet nye gravsteder på området, men der er stadig familiegravsteder i funktion. De seneste begravelser er fra 2015, og med en fredningstid på 30 år vil kirkegården være eksisterende mindst til 2045 og måske endda længere.